# برنيس زامورا
برنيس زامورا (بالإنجليزية: Bernice Zamora)‏ (1938)؛ كاتِبة وشاعرة أمريكية. درست في جامعة ستانفورد.